# اینگا جنتزل
اینگا جنتزل (انگلیسی: Inga Gentzel؛ ۲۴ آوریل ۱۹۰۸ – ۱ ژانویه ۱۹۹۱ (aged 82)) ورزشکار دو و میدانی اهل سوئد بود.
وی در مسابقات کشوری و بین‌المللی در مجموع برندهٔ ۱ مدال نقره، ۱ مدال برنز شده‌است.